# Svájc az 1992. évi téli olimpiai játékokon
Svájc a franciaországi Albertville-ben megrendezett 1992. évi téli olimpiai játékok egyik részt vevő nemzete volt. Az országot az olimpián 8 sportágban 74 sportoló képviselte, akik összesen 3 érmet szereztek.

## Érmesek
| Érem  | Versenyző                                                   | Sportág  | Versenyszám     |
| ----- | ----------------------------------------------------------- | -------- | --------------- |
| Arany | Gustav Weder Donat Acklin                                   | Bob      | Férfi kettes    |
| Bronz | Steve Locher                                                | Alpesisí | Férfi összetett |
| Bronz | Gustav Weder Donat Acklin Lorenz Schindelholz Curdin Morell | Bob      | Férfi négyes    |

## Alpesisí
Férfi
| Versenyző            | Versenyszám            | 1. futam      | 1. futam      | 2. futam      | 2. futam      | Összesítés    | Összesítés    |
| Versenyző            | Versenyszám            | Idő           | Hely.         | Idő           | Hely.         | Idő           | Helyezés      |
| -------------------- | ---------------------- | ------------- | ------------- | ------------- | ------------- | ------------- | ------------- |
| Paul Accola          | Lesiklás               |               |               |               |               | nem ért célba | nem ért célba |
| Paul Accola          | Műlesiklás             | 52,64         | 4.            | 52,98         | 7.            | 1:45,62       | 6.            |
| Paul Accola          | Óriás-műlesiklás       | 1:04,88       | 4.            | 1:03,14       | 8.            | 2:08,02       | 4.            |
| Paul Accola          | Szuperóriás-műlesiklás |               |               |               |               | 1:14,60       | 10.           |
| Xavier Gigandet      | Lesiklás               |               |               |               |               | 1:52,50       | 15.           |
| Michael von Grünigen | Műlesiklás             | 53,62         | 13.           | 52,80         | 4.            | 1:46,42       | 7.            |
| Michael von Grünigen | Óriás-műlesiklás       | 1:06,95       | 18.*          | 1:03,72       | 12.           | 2:10,67       | 13.*          |
| Marco Hangl          | Szuperóriás-műlesiklás |               |               |               |               | 1:13,90       | 6.            |
| Franz Heinzer        | Lesiklás               |               |               |               |               | 1:51,39       | 6.            |
| Franz Heinzer        | Szuperóriás-műlesiklás |               |               |               |               | nem ért célba | nem ért célba |
| Urs Kälin            | Szuperóriás-műlesiklás |               |               |               |               | 1:15,22       | 14.           |
| Steve Locher         | Műlesiklás             | nem ért célba | nem ért célba | kiesett       | kiesett       | kiesett       | kiesett       |
| Steve Locher         | Óriás-műlesiklás       | 1:05,80       | 9.            | nem ért célba | nem ért célba | kiesett       | kiesett       |
| Daniel Mahrer        | Lesiklás               |               |               |               |               | 1:52,39       | 13.           |
| Hans Pieren          | Óriás-műlesiklás       | 1:06,34       | 13.           | 1:03,23       | 9.            | 2:09,57       | 11.           |
| Patrick Staub        | Műlesiklás             | 52,56         | 3.            | 52,88         | 5.            | 1:45,44       | 4.            |

| Versenyző       | Versenyszám | Lesiklás | Lesiklás | Lesiklás | Műlesiklás    | Műlesiklás    | Műlesiklás | Műlesiklás | Műlesiklás | Műlesiklás | Műlesiklás | Összesítés | Összesítés |
| Versenyző       | Versenyszám | Lesiklás | Lesiklás | Lesiklás | 1. futam      | 1. futam      | 2. futam   | 2. futam   | Össz.      | Össz.      | Össz.      | Összesítés | Összesítés |
| Versenyző       | Versenyszám | Idő      | Pont     | Hely.    | Idő           | Hely.         | Idő        | Hely.      | Idő        | Pont       | Hely.      | Pont       | Helyezés   |
| --------------- | ----------- | -------- | -------- | -------- | ------------- | ------------- | ---------- | ---------- | ---------- | ---------- | ---------- | ---------- | ---------- |
| Paul Accola     | Összetett   | 1:45,73  | 7,75     | 5.       | 56,08         | 28.           | 59,71      | 28.        | 1:55,79    | 83,21      | 26.        | 90,96      | 21.        |
| William Besse   | Összetett   | 1:46,66  | 17,23    | 16.      | nem ért célba | nem ért célba | kiesett    | kiesett    | kiesett    | kiesett    | kiesett    | kiesett    | kiesett    |
| Xavier Gigandet | Összetett   | 1:45,61  | 6,52     | 4.       | 53,35         | 18.           | 53,84      | 14.        | 1:47,19    | 34,69      | 15.        | 41,21      | 8.         |
| Steve Locher    | Összetett   | 1:46,53  | 15,90    | 12.      | 49,90         | 6.            | 51,54      | 3.         | 1:41,44    | 2,26       | 2.         | 18,16      |            |

Női
| Versenyző              | Versenyszám            | 1. futam      | 1. futam      | 2. futam      | 2. futam      | Összesítés    | Összesítés    |
| Versenyző              | Versenyszám            | Idő           | Hely.         | Idő           | Hely.         | Idő           | Helyezés      |
| ---------------------- | ---------------------- | ------------- | ------------- | ------------- | ------------- | ------------- | ------------- |
| Annick Bonzon          | Műlesiklás             | 49,94         | 17.           | nem ért célba | nem ért célba | kiesett       | kiesett       |
| Chantal Bournissen     | Lesiklás               |               |               |               |               | nem ért célba | nem ért célba |
| Chantal Bournissen     | Szuperóriás-műlesiklás |               |               |               |               | nem ért célba | nem ért célba |
| Christine von Grünigen | Műlesiklás             | 49,84         | 16.           | 45,89         | 12.           | 1:35,73       | 13.           |
| Zoë Haas               | Óriás-műlesiklás       | 1:07,77       | 13.           | 1:10,12       | 21.           | 2:17,89       | 18.           |
| Zoë Haas               | Szuperóriás-műlesiklás |               |               |               |               | 1:24,31       | 10.           |
| Katrin Neuenschwander  | Műlesiklás             | 49,20         | 12.           | 45,08         | 6.            | 1:34,28       | 9.            |
| Corinne Rey-Bellet     | Óriás-műlesiklás       | 1:08,89       | 21.           | 1:08,70       | 15.           | 2:17,59       | 17.           |
| Vreni Schneider        | Műlesiklás             | 48,66         | 5.            | 45,30         | 10.           | 1:33,96       | 7.            |
| Vreni Schneider        | Óriás-műlesiklás       | nem ért célba | nem ért célba | kiesett       | kiesett       | kiesett       | kiesett       |
| Marlis Spescha         | Lesiklás               |               |               |               |               | 1:55,83       | 21.           |
| Heidi Zeller           | Lesiklás               |               |               |               |               | 1:54,73       | 13.*          |
| Heidi Zeller           | Szuperóriás-műlesiklás |               |               |               |               | 1:24,51       | 11.           |
| Heidi Zurbriggen       | Lesiklás               |               |               |               |               | 1:54,04       | 10.           |
| Heidi Zurbriggen       | Óriás-műlesiklás       | kizárták      | kizárták      | kiesett       | kiesett       | kiesett       | kiesett       |
| Heidi Zurbriggen       | Szuperóriás-műlesiklás |               |               |               |               | nem ért célba | nem ért célba |

| Versenyző          | Versenyszám | Lesiklás | Lesiklás | Lesiklás | Műlesiklás | Műlesiklás | Műlesiklás | Műlesiklás | Műlesiklás | Műlesiklás | Műlesiklás | Összesítés | Összesítés |
| Versenyző          | Versenyszám | Lesiklás | Lesiklás | Lesiklás | 1. futam   | 1. futam   | 2. futam   | 2. futam   | Össz.      | Össz.      | Össz.      | Összesítés | Összesítés |
| Versenyző          | Versenyszám | Idő      | Pont     | Hely.    | Idő        | Hely.      | Idő        | Hely.      | Idő        | Pont       | Hely.      | Pont       | Helyezés   |
| ------------------ | ----------- | -------- | -------- | -------- | ---------- | ---------- | ---------- | ---------- | ---------- | ---------- | ---------- | ---------- | ---------- |
| Chantal Bournissen | Összetett   | 1:26,92  | 13,46    | 7.       | 35,33      | 7.         | 35,36      | 6.         | 1:10,69    | 11,52      | 6.         | 24,98      | 4.         |
| Heidi Zeller       | Összetett   | 1:26,90  | 13,21    | 6.       | 37,63      | 22.        | 38,45      | 17.        | 1:16,08    | 55,86      | 17.        | 69,07      | 14.        |
| Heidi Zurbriggen   | Összetett   | kizárták | kizárták | kiesett  | kiesett    | kiesett    | kiesett    | kiesett    | kiesett    | kiesett    | kiesett    | kiesett    |            |

* - egy másik versenyzővel azonos eredményt ért el

## Biatlon
Férfi
| Versenyző         | Versenyszám  | Lövőhiba | Időeredmény | Helyezés |
| ----------------- | ------------ | -------- | ----------- | -------- |
| Jean-Marc Chabloz | 10 km sprint | 3        | 30:32,9     | 77.      |
| Jean-Marc Chabloz | 20 km egyéni | 4        | 1:03:45,6   | 54.      |

## Bob
| Versenyző                                                   | Versenyszám | 1. futam | 1. futam | 2. futam | 2. futam | 3. futam | 3. futam | 4. futam | 4. futam | Összesítés | Összesítés |
| Versenyző                                                   | Versenyszám | Idő      | Hely.    | Idő      | Hely.    | Idő      | Hely.    | Idő      | Hely.    | Idő        | Helyezés   |
| ----------------------------------------------------------- | ----------- | -------- | -------- | -------- | -------- | -------- | -------- | -------- | -------- | ---------- | ---------- |
| Gustav Weder Donat Acklin                                   | Kettes      | 1:00,49  | 9.*      | 1:00,97  | 3.       | 1:00,84  | 1.       | 1:00,96  | 1.*      | 4:03,26    |            |
| Christian Meili Christian Reich                             | Kettes      | 1:00,23  | 3.       | 1:01,31  | 11.      | 1:01,44  | 9.*      | 1:01,38  | 10.      | 4:04,36    | 10.        |
| Gustav Weder Donat Acklin Lorenz Schindelholz Curdin Morell | Négyes      | 57,97    | 2.       | 58,78    | 6.       | 58,59    | 3.*      | 58,79    | 3.*      | 3:54,13    |            |
| Christian Meili Bruno Gerber Christian Reich Gerold Löffler | Négyes      | 58,15    | 5.       | 58,75    | 5.       | 58,59    | 3.*      | 58,89    | 8.**     | 3:54,38    | 5.         |

* - egy másik csapattal azonos eredményt ért el

** - két másik csapattal azonos eredményt ért el

## Északi összetett
| Versenyző                                    | Versenyszám | Síugrás | Síugrás | Síugrás    | Sífutás   | Sífutás | Összesítés | Összesítés |
| Versenyző                                    | Versenyszám | Pont    | Hely.   | Időhátrány | Idő       | Hely.   | Idő        | Helyezés   |
| -------------------------------------------- | ----------- | ------- | ------- | ---------- | --------- | ------- | ---------- | ---------- |
| Hippolyt Kempf                               | Egyéni      | 189,7   | 36.     | +4:18,7    | 46:05,8   | 22.     | 50:24,5    | 26.        |
| Urs Niedhart                                 | Egyéni      | 179,3   | 41.     | +5:28,0    | 48:39,4   | 35.     | 54:07,4    | 38.        |
| Andreas Schaad                               | Egyéni      | 201,1   | 20.*    | +3:02,7    | 44:59,4   | 17.     | 48:02,1    | 14.        |
| Marco Zarucchi                               | Egyéni      | 201,1   | 20.*    | +3:02,7    | 47:52,6   | 33.     | 50:55,3    | 29.        |
| Hippolyt Kempf Andreas Schaad Marco Zarucchi | Csapat      | 521,9   | 11.     | +10:16     | 1:23:22,4 | 5.      | 1:33:38,4  | 10.        |

* - egy másik versenyzővel azonos eredményt ért el

## Jégkorong
| Svájci férfi jégkorongcsapat-játékoskeret                                                                                          | Svájci férfi jégkorongcsapat-játékoskeret                                                                                    | Svájci férfi jégkorongcsapat-játékoskeret                                                   |
| --- | --- | ------------------------------------------------------------------------------------------- |
| - Samuel Balmer - Sandro Bertaggia - Andreas Beutler - Patrice Brasey - Mario Brodmann - Manuele Celio - Jorge Eberle - Keith Fair | - Doug Honegger - Patrick Howald - Peter Jaks - Dino Kessler - Andre Kunzi - Sven Leuenberger - Alfred Lüthi - Gil Montandon | - Reto Pavoni - André Rötheli - Mario Rottaris - Andreas Ton - Renato Tosio - Thomas Vrabec |

### Eredmények
B csoport
| Csapat            | M | Gy | D | V | G+ | G– | Gk  | P |
| ----------------- | - | -- | - | - | -- | -- | --- | - |
| Kanada            | 5 | 4  | 0 | 1 | 28 | 9  | +19 | 8 |
| Egyesített Csapat | 5 | 4  | 0 | 1 | 32 | 10 | +22 | 8 |
| Csehszlovákia     | 5 | 4  | 0 | 1 | 25 | 15 | +10 | 8 |
| Franciaország     | 5 | 2  | 0 | 3 | 14 | 22 | –8  | 4 |
| Svájc             | 5 | 1  | 0 | 4 | 13 | 25 | –12 | 2 |
| Norvégia          | 5 | 0  | 0 | 5 | 7  | 38 | –31 | 0 |

| 1992. február 8. | Egyesített Csapat (EUN) | 8 – 1 (3–0, 3–0, 2–1) | Svájc | Méribel, Franciaország |

|  |  |  |  |  |
|  |  |  |  |  |
|  |  |  |  |  |
|  |  |  |  |  |

| 1992. február 10. | Kanada (CAN) | 6 – 1 (1–0, 4–0, 1–1) | Svájc | Méribel, Franciaország |

|  |  |  |  |  |
|  |  |  |  |  |
|  |  |  |  |  |
|  |  |  |  |  |

| 1992. február 12. | Franciaország (FRA) | 4 – 3 (1–2, 2–1, 1–0) | Svájc | Méribel, Franciaország |

|  |  |  |  |  |
|  |  |  |  |  |
|  |  |  |  |  |
|  |  |  |  |  |

| 1992. február 14. | Svájc (SUI) | 6 – 3 (0–1, 1–1, 5–1) | Norvégia | Méribel, Franciaország |

|  |  |  |  |  |
|  |  |  |  |  |
|  |  |  |  |  |
|  |  |  |  |  |

| 1992. február 16. | Csehszlovákia (TCH) | 4 – 2 (1–1, 1–1, 2–0) | Svájc | Méribel, Franciaország |

|  |  |  |  |  |
|  |  |  |  |  |
|  |  |  |  |  |
|  |  |  |  |  |

A 9–12. helyért
| 1992. február 18. | Svájc (SUI) | 7 – 2 (1–0, 2–2, 4–0) | Lengyelország | Méribel, Franciaország |

|  |  |  |  |  |
|  |  |  |  |  |
|  |  |  |  |  |
|  |  |  |  |  |

A 9. helyért
| 1992. február 20. | Norvégia (NOR) | 5 – 2 (2–0, 0–1, 3–1) | Svájc | Méribel, Franciaország |

|  |  |  |  |  |
|  |  |  |  |  |
|  |  |  |  |  |
|  |  |  |  |  |

| Csapat | Helyezés |
| ------ | -------- |
| Svájc  | 10.      |

## Síakrobatika
Mogul
| Versenyző      | Versenyszám | Selejtező | Selejtező | Döntő   | Döntő    |
| Versenyző      | Versenyszám | Pont      | Helyezés  | Pont    | Helyezés |
| -------------- | ----------- | --------- | --------- | ------- | -------- |
| Jürg Biner     | Férfi       | 23,02     | 11.       | 22,69   | 10.      |
| Bernard Brandt | Férfi       | 14,82     | 39.       | kiesett | kiesett  |
| Thomas Lagler  | Férfi       | 22,02     | 17.       | kiesett | kiesett  |
| Petsch Moser   | Férfi       | 18,56     | 29.       | kiesett | kiesett  |
| Conny Kissling | Női         | 17,46     | 13.       | kiesett | kiesett  |

## Sífutás
Férfi
| Versenyző      | Versenyszám         | Eredmény  | Helyezés |
| -------------- | ------------------- | --------- | -------- |
| Hans Diethelm  | 10 km               | 31:41,8   | 50.      |
| Hans Diethelm  | 15 km üldözőverseny | 44:16,4   | 44.      |
| Hans Diethelm  | 30 km               | 1:30:13,2 | 36.      |
| Hans Diethelm  | 50 km               | 2:14:41,6 | 30.      |
| Giachem Guidon | 10 km               | 31:23,9   | 44.      |
| Giachem Guidon | 15 km üldözőverseny | 43:06,1   | 34.      |
| Giachem Guidon | 30 km               | 1:28:44,5 | 25.      |
| Giachem Guidon | 50 km               | 2:10:55,0 | 15.      |
| André Jungen   | 10 km               | 31:41,2   | 49.      |
| André Jungen   | 15 km üldözőverseny | 42:56,3   | 31.      |
| André Jungen   | 50 km               | 2:20:32,1 | 47.      |

Női
| Versenyző                                                         | Versenyszám         | Eredmény      | Helyezés      |
| ----------------------------------------------------------------- | ------------------- | ------------- | ------------- |
| Brigitte Albrecht-Loretan                                         | 5 km                | 15:09,5       | 20.           |
| Brigitte Albrecht-Loretan                                         | 10 km üldözőverseny | 30:28,8       | 37.           |
| Brigitte Albrecht-Loretan                                         | 30 km               | 1:29:54,3     | 17.           |
| Sylvia Honegger                                                   | 5 km                | 15:03,4       | 15.           |
| Sylvia Honegger                                                   | 10 km üldözőverseny | 28:17,7       | 13.           |
| Sylvia Honegger                                                   | 15 km               | 45:33,7       | 16.           |
| Sylvia Honegger                                                   | 30 km               | 1:30:16,6     | 19.           |
| Elvira Knecht                                                     | 5 km                | 16:05,5       | 44.           |
| Elvira Knecht                                                     | 10 km üldözőverseny | 30:17,2       | 36.           |
| Elvira Knecht                                                     | 30 km               | 1:32:35,6     | 26.           |
| Natascia Leonardi Cortesi                                         | 15 km               | 46:32,7       | 25.           |
| Natascia Leonardi Cortesi                                         | 30 km               | 1:33:21,0     | 31.           |
| Barbara Mettler                                                   | 5 km                | 15:33,7       | 32.           |
| Barbara Mettler                                                   | 10 km üldözőverseny | 31:16,3       | 42.           |
| Silke Braun-Schwager                                              | 15 km               | nem ért célba | nem ért célba |
| Sylvia Honegger Brigitte Albrecht Natascia Leonardi Elvira Knecht | 4 × 5 km váltó      | 1:02:54,1     | 9.            |

## Síugrás
| Versenyző                                               | Versenyszám | 1. ugrás | 1. ugrás | 2. ugrás | 2. ugrás | Összesítés | Összesítés |
| Versenyző                                               | Versenyszám | Pont     | Hely.    | Pont     | Hely.    | Pont       | Helyezés   |
| ------------------------------------------------------- | ----------- | -------- | -------- | -------- | -------- | ---------- | ---------- |
| Sylvain Freiholz                                        | Normálsánc  | 97,8     | 25.      | 93,4     | 32.      | 191,2      | 24.        |
| Sylvain Freiholz                                        | Nagysánc    | 77,6     | 33.      | 93,4     | 6.       | 171,0      | 14.        |
| Markus Gähler                                           | Normálsánc  | 90,8     | 42.      | 89,4     | 43.      | 180,2      | 44.        |
| Markus Gähler                                           | Nagysánc    | 77,0     | 34.      | 61,7     | 42.      | 138,7      | 35.        |
| Martin Trunz                                            | Normálsánc  | 92,0     | 35.*     | 90,8     | 41.      | 182,8      | 41.        |
| Martin Trunz                                            | Nagysánc    | 87,0     | 20.      | 60,4     | 44.      | 147,4      | 31.        |
| Stefan Zünd                                             | Normálsánc  | 100,8    | 18.      | 94,0     | 30.      | 194,8      | 20.        |
| Stefan Zünd                                             | Nagysánc    | 87,1     | 19.      | 71,8     | 31.      | 158,9      | 22.*       |
| Markus Gähler Stefan Zünd Sylvain Freiholz Martin Trunz | Csapat      | 274,9    | 8.       | 263,0    | 7.       | 537,9      | 8.         |

* - egy másik versenyzővel azonos eredményt ért el